# Basisfunctieonderzoek
Het basisfunctieonderzoek neemt een bijzondere plaats in in het kinesitherapeutisch onderzoek. Er wordt getracht een antwoord te vinden op de vraag waar symptomen vermoedelijk hun oorsprong vinden:
- in de klinisch contractiele structuren (spieren, pezen)
- in de klinisch niet-contractiele structuren (kapsel, banden, glijweefsel, fascie, zenuwen, bloedvaten, bot).

Tevens wordt ook de aard van de functiestoornis (hypo-hypermobiliteit, krachtsvermindering, incoördinatie) en de actualiteit van de laesie vastgesteld.

## Onderdelen
Men kan het basisfunctieonderzoek in drie delen indelen: 
1. actief functieonderzoek
2. passief functieonderzoek
3. weerstandsonderzoek

Alle functietests moeten zowel aan de linker- als rechterzijde worden uitgevoerd, zodat een vergelijking mogelijk wordt. 
Bij aanvang van het functieonderzoek is het belangrijk om weten of er in de uitgangshouding reeds pijn aanwezig is. Indien dit zo is, zijn het de veranderingen in die pijn tijdens de tests die relevant zullen zijn. Men moet ook altijd polsen of de optredende pijn ook werkelijk de pijnklacht van de patiënt(e) is.